# Крейтор Лідія Федорівна
Кре́йтор Лідія Федорівна — Заслужений архітектор України (2003), головний архітектор Кіровоградської області (1962–1968), член архітектурно-містобудівної ради міста Кропивницький.

## Біографія
Народилася 3 травня 1925 р. в Казахстані, в м. Кизил-Орда. Рано втративши батька, разом з мамою переселилася до Ташкенту. Навчалась на будівельному факультеті Середньоазіатського індустріального інституту, який закінчила в 1948 р. Під час практики на будівництві театру в Ташкетні познайомилася з майбутнім чоловіком Василем Гнатовичем Крейтором — лейтенантом, родом з Вільшанки, який після поранення на фронті служив заступником начальника табору для полонених німців і японців, які й будували той театр. А з часом вони одружилися. Невдовзі народився перший син Михайло. Так склалося, що середньоазійський клімат виявився шкідливим малюкові, тож влітку 1949 р. переселилися на батьківщину чоловіка — Кіровоградщину. В кінці 1949 р., призначена головним архітектором майстерні в Кіровоградському науково-дослідному інституті «Облпроект». В 1962–1968 рр. обіймала посаду головного архітектора міста. Добиваючись дозволів у Києві й Москві на будівництво, аргументовано переконувала державних посадовців у доцільності для Кіровограда архітектурно-будівельних змін.
В 1968–1982 рр. — головний архітектор Кіровоградської філії інституту «Укрколгосппроект». Член НСАУ (1964; у 1978–87 — голова, від 1987 — відповідальний секретар Кіровоградської обласної організації)
З 1993 р. — керівник проєктної групи об'єдння «Барва»; водночас у 2000-х рр. була головним архітектором проєкту будівельної компанії «Кіровоградбудінвест».
За багаторічну працю та особистий внесок у забудову міста Кіровограда та Кіровоградської області нагороджена почесною грамотою Кіровоградської обласної міської організації. Лідія Крейтор щиро вболіває за стан сучасного архітектурного обличчя міста, консультує, є активним членом містобудівної ради та обласної організації НСАУ. Берегиня сім'ї. З чоловіком Василем Гнатовичем виховали двох синів. Михайло — архітектор, Олександр — спеціаліст з виготовлення голограм.

## Архітектурна діяльність

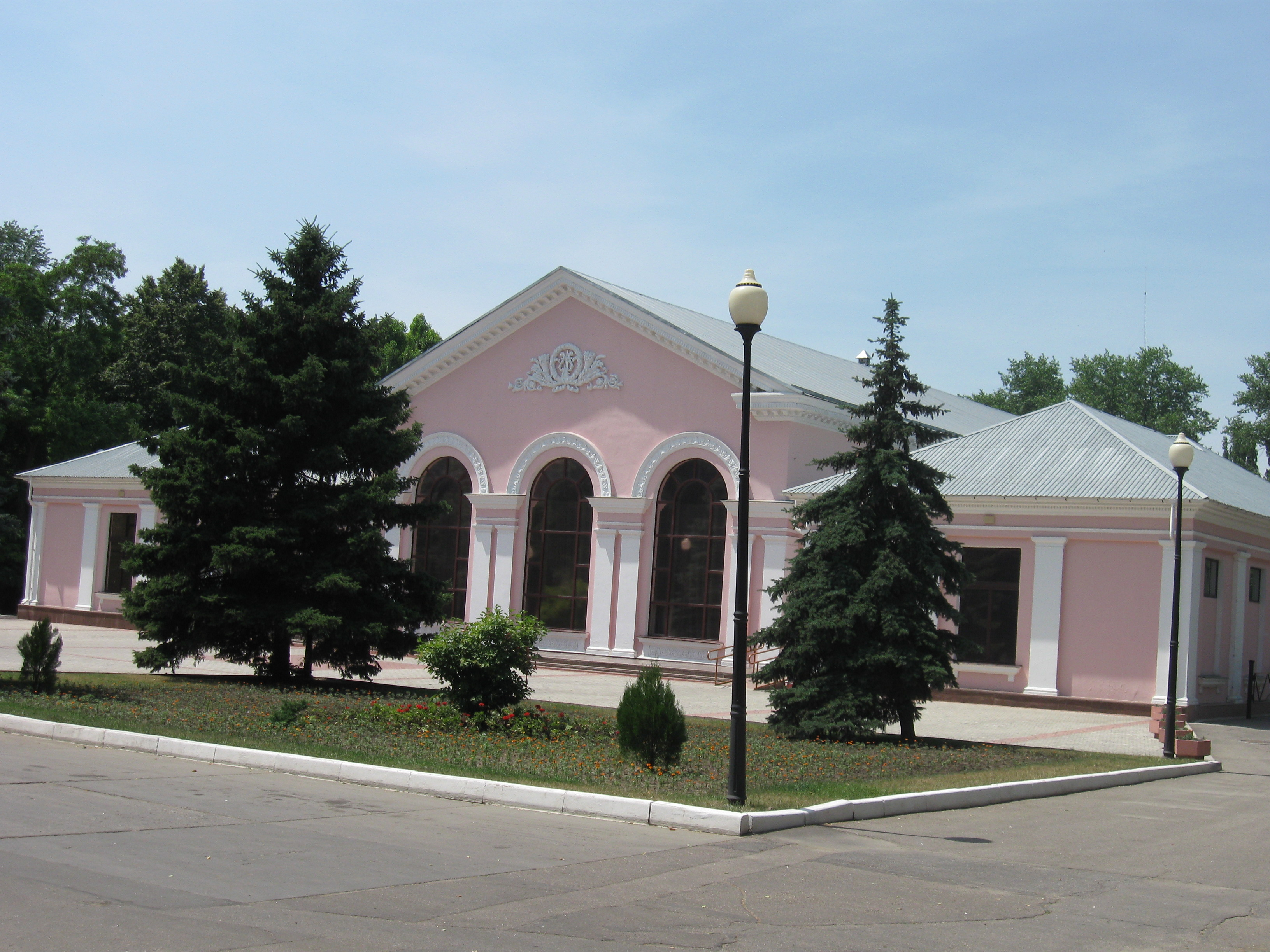
Обласна філармонія

Створила 20 проєктів будівель, 7 з них визнано пам'ятками архітектури:
- комбінат побутового обслуговування на вул. Ф. Дзержинського (1952)
- обласна філармонія на вул. Г. Орджонікідзе (1953–55) А-місц 294-Кв
- добудова до головпоштамту на вул. М. Гоголя (1957–58)
- реконструкція та надбудова 2-го поверху лікарні на вул. Преображенська (1958–59)
- добудова між 3-ю міською лікарнею (колишня водолікарня Ґольденберґа) і будинком Македонського на вул. Леніна (поч. 1960-х рр.)
- реконструкція та прибудова крила до театру ім. М. Кропивницького на вул. Леніна (поч. 1960-х рр.)
- обком КПУ на вул. К. Маркса (нині міськвиконком; 1959–62, в співавторстві)
- універмаг на вул. К. Маркса (потім «Дитячий світ», тепер ТРЦ «Depo't center»; 1962–63)
- кінотеатр «Комсомолець» на вул. К. Маркса (нині недіючий «Зоряний»; 1962–64)
- добудова до житлового комплексу вбудовано-прибудованих приміщень на вул. Полтавська (2001, співавт.)
- планування й забудова села Комишувате Кіровоградська область (1958)
- планування й забудова села Перчунове Кіровоградська область (1959)
- житловий двоповерховий будинок на вул. О. Столєтова у Києві (2002)
- приміщення радпартшколи на вул. К. Маркса (нині філіал Донецького національного медичного університету ім. М.Горького; 1952–56, в співавторстві) А-місц 53-Кв
- кооперативний коледж економіки і права імені М. Сая
- швацька фабрика «Україна»
- адмінбудинок колишнього «Облміжколгоспбуду»
- добудовою академічного обласного українського музично-драматичного театру імені М. Кропивницького
- добудова третього поверху приміщення нинішньої обласної державної адміністрації